# Oksy-biodegradacja

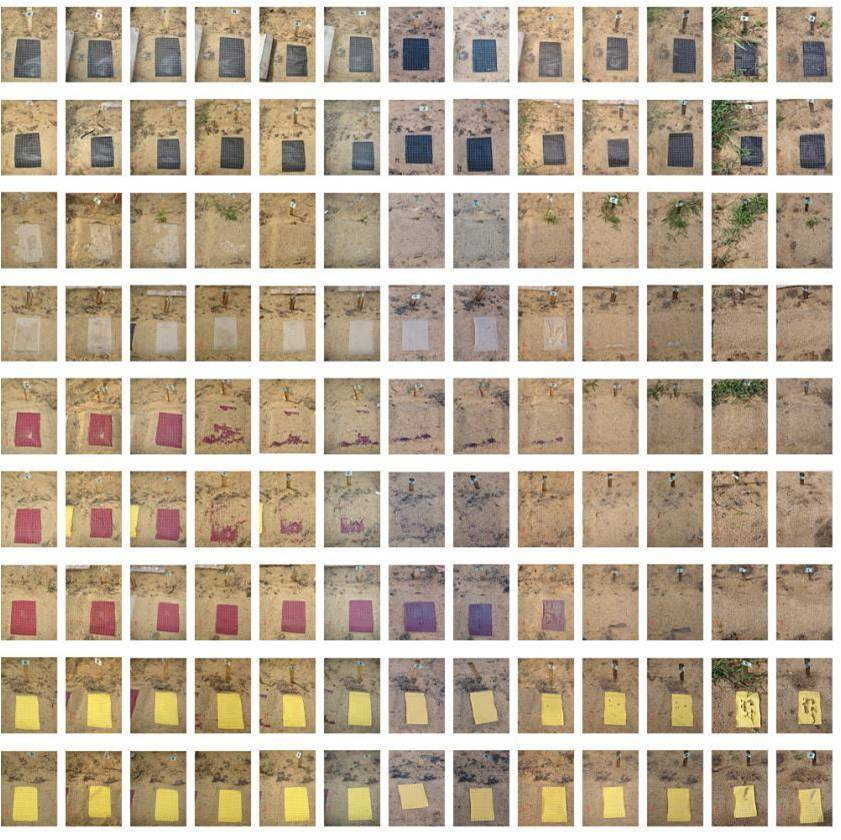
Ilustracja oxo-biodegradacji to dwuetapowy proces, w którym konwencjonalne tworzywo poliolefinowe jest najpierw oksy-degradowane do krótkołańcuchowych utlenionych cząsteczek (zwykle 2-4 miesiące ekspozycji), a następnie biodegradowane przez mikroorganizmy (bakterie, grzyby itp.)

Oksy-biodegradacja, oxo-biodegradacja – proces rozkładu tworzyw sztucznych polegający na ich rozdrabnianiu wspomaganym przez czynniki zewnętrzne w coraz mniejsze odłamki, które szybciej ulegają właściwej biodegradacji. Jest możliwa dzięki dodaniu do tworzywa prodegradantu w stężeniu odpowiednim do materiału. Wyroby oksy-biodegradowalne zaczęto produkować na przełomie XX i XXI wieku.

## Oksy-biodegradowalne tworzywa sztuczne
Oksy-biodegradowalne tworzywa sztuczne z polietylenu lub polipropylenu z dodatkiem małej ilości prodegradantu – katalizatora. Dodatek powoduje przyspieszony proces degradacji plastiku. Pod wpływem czynników naturalnych rozkłada się na wodę, dwutlenek węgla i śladowe ilości biomasy. Proces ten może zostać skrócony nawet do kilku tygodni w zależności od zastosowanego rodzaju dodatku.

## Degradacja
Degradacja jest procesem, który odbywa się we wszystkich materiałach. Czas rozkładu zależy od natężenia czynników w środowisku, w którym się znajduje. Tworzywa sztuczne z polietylenu (PE) i polipropylenu (PP) zazwyczaj rozkładają się setki lat. Oksy-biodegradowalne produkty z dodatkiem prodegradantu, który przyspiesza molekularny podział poliolefin, zawierają cząsteczki tlenu powodujące obniżenie masy cząsteczkowej. Ta chemiczna zmiana umożliwia naturalnie występującym mikroorganizmom spożywanie produktów o niskiej masie cząsteczkowej jako źródło pożywienia – stąd biodegradacja.

## Oksy-biodegradacja
Proces degradacji oksy-biodegradowalnych tworzyw sztucznych polega na rozbiciu łańcucha zawierającego cząsteczki tlenu. Podział jest przyspieszany przez niewielkie ilości soli metali (prodegradant) prowadząc do utlenienia (hydroksylacji i karboksylacji) krótszego łańcucha cząsteczek. Utleniony plastik nadaje się do biomineralizacji przez mikroorganizmy(zazwyczaj bakterie i grzyby).
Jeśli oksy-biodegradowalny plastik znajdzie się w górnych warstwach wysypiska albo zostanie przypadkowo wyrzucony na łono natury, gdzie jest dostęp do tlenu, ulegnie degradacji – utlenieniu do obniżonej masy cząsteczkowej (zazwyczaj waga cząsteczkowa 5-10.000 a.j.m.) w ciągu 2-18 miesięcy w zależności od podłoża (tworzywo, grubość, antyoksydanty itp.), temperatury oraz innych czynników środowiskowych.
Przykład:
Plastikowe worki z polietylenu (PE) o grubości 30 mikrometrów z minimum 1% dodatkiem prodegradantu rozłożą się najprawdopodobniej w 3 miesiące w przypadku oddziaływania czynników degradujących. Opakowanie z polipropylenu (PP) o grubości 150 mikrometrów ulegnie degradacji w ciągu 3-6 miesięcy gdy wystawiony zostanie na działanie czynników degradujących. Czas rozkładu jest ściśle uzależniony od czynników degradujących. Utlenione cząsteczki o niskim ciężarze cząsteczkowym są następnie biomineralizowane („zjadane”) przez mikroorganizmy w taki sam sposób jak inne substancje organiczne, które są przez nie wykorzystywane do wytwarzania energii i tworzenia biomasy.
Oksy-biodegradowalny plastik ulega degradacji i biodegradacji, nadaje się do recyklingu z normalnymi tworzywami sztucznymi, ale nie jest jeszcze oznaczony jako kompostowalny. To dlatego, że proces utleniania tych tworzyw trwa dłużej niż 180 dni. Limit ten wyznaczony jest przez normę ASTM D6400 i podobne standardy kompostowania tworzyw sztucznych, takie jak ISO 17088 i EN13432. Ten krótki czas jest konieczny do przemysłowego kompostowania tworzyw sztucznych, ponieważ proces ten jest krótszy niż biodegradacja w środowisku naturalnym. Liść, który jak wiadomo ulega biodegradacji, nie spełnia normy ASTM D6400 z powodu limitu 180 dni.
Skuteczność oksy-biodegradacji potwierdza norma ASTM D6954-04. Wspomniana wcześniej ASTM D6400 stanowi podstawę prawną tylko dla kompostowania tworzyw sztucznych. Odwoływanie się do niej ma znaczenie jedynie przy tworzywach przeznaczonych do kompostowania.
Oksy-biodegradowalne produkty nie ulegną zbyt szybkiemu rozkładowi, gdyż ich czas przydatności jest odpowiednio zaprogramowany. Będą one jednak ulegać szybszemu rozkładowi niż naturalne odpady takie jak gałęzie czy trawa (około 10 lat) i znacznie szybciej niż zwykłe tworzywa sztuczne (setki lat).

## Oxo-biodegradacja a oxo-degradacja
Pojęcia oxo-biodegradacji i oxo-degradacji są często mylone, wielu ludzi uważa, że znaczą to samo, producenci reklamówek oxo-degradowalnych przypisują im rangę oxo-biodegradowalnych. W rzeczywistości jednak oxo-degradacja zachodzi bez udziału organizmów żywych, stąd brak przedrostku „bio” (gr. bios – życie).